# 東郷神社爆破事件
東郷神社爆破事件（とうごうじんじゃばくはじけん）は、1989年（平成元年）2月3日に東京都渋谷区で発生した爆弾テロ事件。日本の新左翼の革労協解放派が起こした事件である。

## 標的の来歴

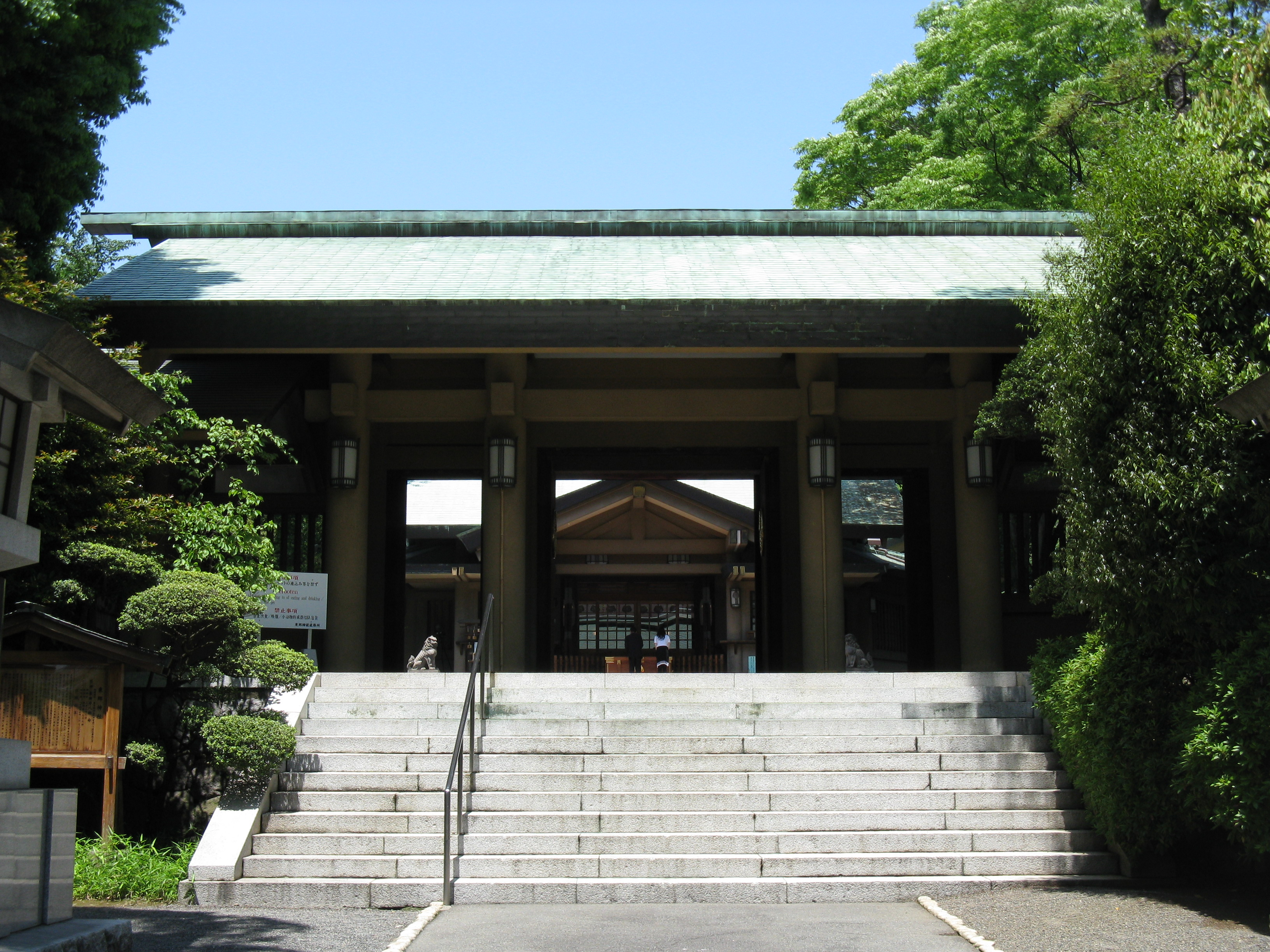
東郷神社

事件から20日後の2月24日に昭和天皇の大喪の礼が挙行されることになっていた。新左翼各派は「大喪の礼粉砕」を呼号し、不穏な動きを示していた。

## 事件の概要
1989年2月3日、東京都渋谷区にある東郷神社の本殿裏で突如爆発音とともに火の手が上がった。ただちに消火活動が行われたため、茶室の一部が焼けるに止まったが、窓ガラスが割れ、本殿の扉を吹き飛ばした。幸いにも死傷者はなかった。
その後の現場検証で、東郷神社と日本社会事業大学（当時）の境界線の有刺鉄線が切断されていたことから、犯行グループは日本社会事業大学の校内から侵入したものと思われた。そして、消火器爆弾と時限式発火装置の残骸が発見されたため、警視庁公安部は、新左翼による爆弾テロ事件と断定した。
革労協解放派は、大喪の礼当日にも中央自動車道切り通し爆破事件を起こした。